# Вищий пілотаж (фільм, 2005)
«Ви́щий пілота́ж» («Небе́сна височі́нь», «Школа супергероїв») (англ. Sky High) — американська сімейна фантастична комедія 2005 року, знята режисером Майком Мітчеллом. У центрі сюжету перебуває Віл Стронґголд — звичайний підліток з сім'ї супергероїв, який збирається надійти до спеціального коледжу, де навчають людей з незвичайними здібностями. Головні ролі у фільмі виконали Майкл Ангарано, Даніель Панабейкер, Курт Рассел і Келлі Престон.
Передпрем'єрний показ фільму відбувся в Голлівуді, штат Каліфорнія, 24 липня 2005 року. У широкий прокат на території США картина вийшла 29 липня.

## Сюжет
Вілл Стронґголд — син батьків-супергероїв Стіва Стронґголда / Командира та Джозі ДеМарко-Стронґголд / Стріли. Вони віддають Вілла до школи «Вищий пілотаж», яка літає високо в повітрі з міркувань секретності. Вілл не наважується розповісти батькам, що не успадкував від них жодних суперсил, хоча вони вже мали би проявитися в його віці. Командир і Стріла захищають місто від велетенського робота і Командир забирає його око додому як трофей.
У перший день навчання Вілл, його найкраща подруга Лейла Вільямс та інші новачки зазнають цькувань з боку старшокурсників Швидкого, Гнучкого та Пенні Лент, яка створює свої копії. Вони зустрічають Гвен Грейсон, популярну старшокурсницю та технопатку, в яку Вілл закохується. Всі учні поділяються, відповідно до рівня суперсили, на героїв і помічників — чия доля завжди допомагати «справжнім» героям. Вілла через відсутність у нього сил відправляють до класу помічників. Лейла Вільямс, яка керує ростом рослин, приєднується до нього на знак протесту проти несправедливого розподілу.
Не знаючи, що його син звичайна людина, Стів показує Віллу свою приховану кімнату з трофеями, Таємне Сховище. Він показує зброю «Примирювач», яку колись забрав у свого заклятого ворога Мегаболю. В цей час око робота активується і через нього за Таємним Сховищем шпигують двоє лиходіїв.
Хоча Вілл і дружить із помічниками, він вступає в конфлікт зі студентом-пірокінетиком Ворреном Миром, чий батько-суперлиходій Барон Битва був ув'язнений Стівом. Під час бійки з ним Вілл розкриває свою надзвичайну фізичну силу. Його переводять до класу героїв. Вілл проводить більше часу з Гвен та її друзями, ігноруючи Лейлу та інших помічників. Пізніше Лейла зізнається Воррену, що закохана в Вілла, а Гвен приходить до будинку Вілла, щоб запросити його батьків як почесних гостей на танці з нагоди випускного, і вони проводять вечір разом.
За день до танців Гвен обманом змушує Вілла влаштувати вечірку в його будинку та впускає Швидкого таємно вкрасти Примирювач. Лейла намагається пройти на вечірку, але Гвен каже їй, що Вілл знає про її почуття до нього і занадто ввічливий, щоб відмовити їй. Коли Лейла йде в сльозах, Вілл покидає Гвен і відмовляється йти на танці наступного дня. Вілл переглядає щорічник свого батька та бачить ученицю, схожу на Гвен, на ім'я Сью Тенні, яка зникла перед випускним його батьків. Зрозумівши, що Примирювач вкрадено, Вілл припускає, що Гвен — це дочка Мегаболю. Він поспішає до школи на бал при допомозі шкільного водія автобуса Рона Вілсона.
На танцях Гвен показує, що вона і є Мегабіль, а Примирювач випадково перетворив її 16 років тому на дитину. За допомогою Швидкого, Гнучкого та Пенні вона перетворює учнів, персонал та батьків Вілла на немовлят, аби заснувати власну школу та виховати їх як суперлиходіїв. Після примирення з Лейлою Вілл об'єднується з нею, Ворреном, Роном та іншими помічниками, щоб врятувати дітей і перемогти союзників Гвен, поки Вілл бореться з нею самою. Під час бою Гвен викидає Вілла зі школи, змушуючи його розвинути здатність літати. Гвен саботує антигравітаційний двигун школи, щоб вона впала через 10 хвилин. Тоді помічники користуються своїми силами, недооціненими рештою (здатність світитися та перетворюватися на морську свинку), щоб полагодити двигун.
Коли школу врятовано, Гвен та її союзників заарештовують, поки її полонених повертають до їхнього належного віку. Суперрозумний вчитель, професор Медулла, налаштовує Примирювач, щоб повернути всіх постраждалих у нормальний вік, після чого знищує пристрій. Воррен береться за руку з ученицею, що має силу замороження, а Вілл і Лейла цілуються, пролітаючи надворі. В епілозі, стилізованому під комікс, лиходіїв ув'язнюють разом. Рон падає в чан з токсичними відходами, стаючи супергероєм.

## Ролі
| Актор                 | Роль                        |
| --------------------- | --------------------------- |
| Майкл Ангарано        | Вілл Стронґголд             |
| Даніель Панабейкер    | Лейла Вільямс               |
| Курт Рассел           | Стів Стронґголд / Командир  |
| Келлі Престон         | Джозі Стронґголд / "Стріла" |
| Мері Елізабет Вінстед | Гвен Грейсон / "Мегабіль"   |
| Стівен Стрейт         | Воррен Мир                  |
| Лінда Картер          | директорка                  |
| Ді Джей Деніелс       | Ітан                        |
| Келлі Виц             | Фуксія                      |
| Ніколас Браун         | Зак                         |
| Кевін Хеффернан       | Рон Вілсон                  |
| Хадіджа Хакко         | Пенні                       |

## Саундтреки
- 01. Bowling for Soup — I Melt With You
- 02. They Might Be Giants — Through Being Cool
- 03. Flashlight Brown — Save It For Later
- 04. Christian Burns — Everybody Wants To Rule The World
- 05. Steven Strait — One Thing Leads To Another
- 06. The Click Five — Lies
- 07. Vitamin C — Voices Carry
- 08. Elefant — Please, Please, Please Let Me Get What I Want
- 09. Cary Brothers — True
- 10. Caleigh Peters — Just What I Needed
- 11. Ginger Sling — Can't Stop The World
- 12. Keaton Simons — And She Was
- 13. Skindred — Twist And Crawl

## Знімальна група
- Режисер — Майк Мітчел
- Сценарист — Пол Ернандес, Роберт Шулі, Марк МакКоркл
- Продюсер — Ендрю Ганн
- Композитор — Майкл Джаккіно

## Сприйняття
«Вищий пілотаж» отримав позитивні відгуки після виходу. На Rotten Tomatoes фільм схвалили 74% критиків, із середнім рейтингом 6,5/10. Критичний консенсус сайту стверджує: «Цей дуже похідний фільм про дорослішання супергероя є помірно розважальною, сімейною дурничкою». На Metacritic фільм має середньозважений бал 62 зі 100, що свідчить про «загалом схвальні відгуки».